# Machiel
Machiel é uma comuna francesa na região administrativa de Altos da França, no departamento de Somme. Estende-se por uma área de 6,61 km². Em 2010 a comuna tinha 157 habitantes (densidade: 23,8 hab./km²).